# Barrera menorquina

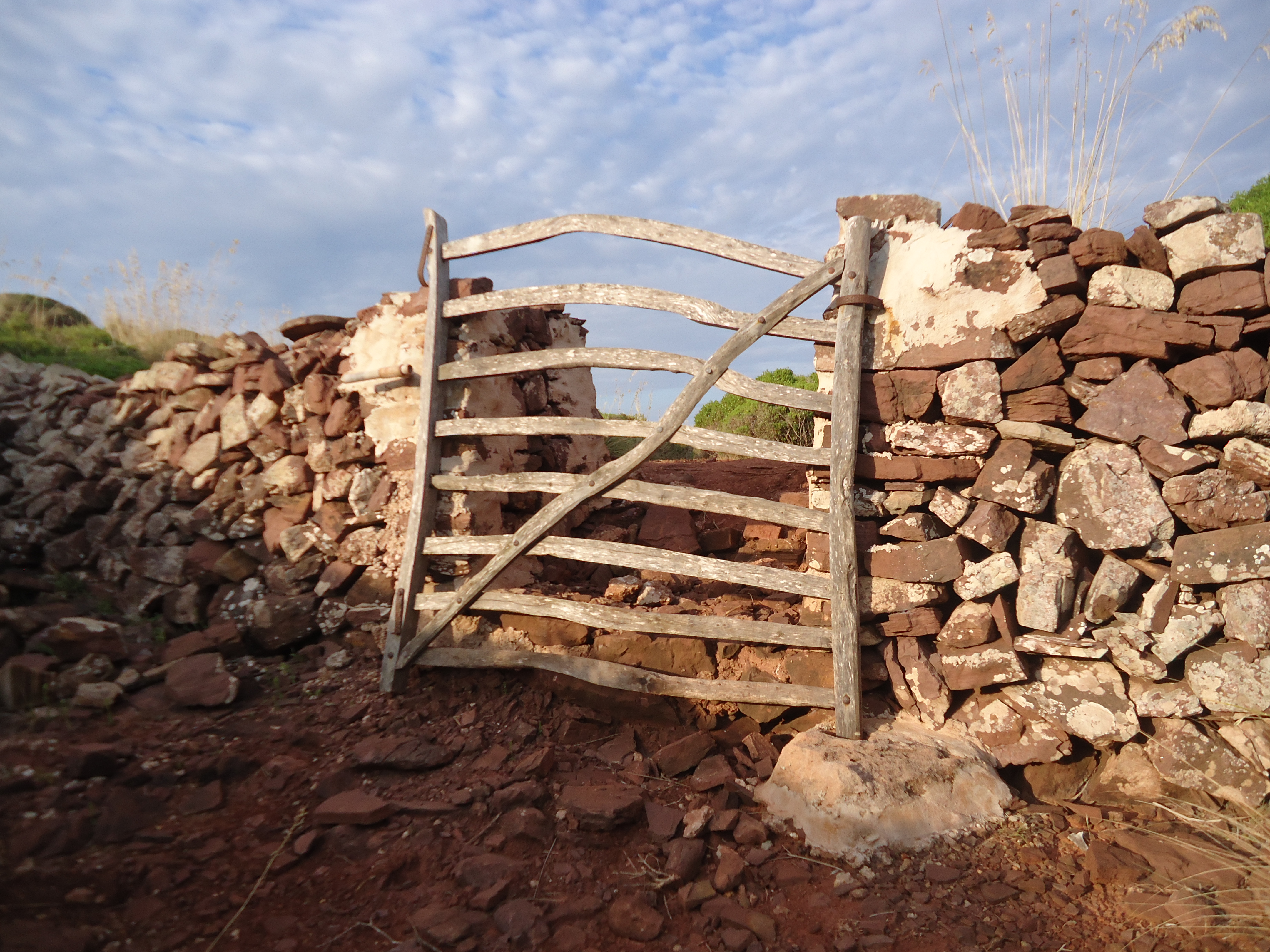
Barrera menorquina del Camí de Cavalls, a Algaiarens.

Les barreres menorquines són portes de fusta d'ullastre utilitzades en el medi rural de l'illa de Menorca i que constitueixen un element del patrimoni cultural d'aquesta. Les barreres menorquines han servit per controlar el pas pels portells oberts en els murs de pedra seca que limiten les tanques (cada tanca és un recinte aproximadament quadrat amb al voltant d'una hectàrea d'extensió, cercat per un mur, que constitueix una parcel·la d'explotació agrícola a Menorca; el paisatge rural de l'illa es troba totalment parcel·lat per aquests murs, que limiten les tanques). També s'han utilitzat per protegir l'entrada als camins particulars que porten fins als habitatges rurals. Consten habitualment de vuit travessers horitzontals.
El procés de fabricació ha estat tradicionalment artesanal, i ha estat a càrrec dels araders, artesans que fabricaven les eines del camp, entre les quals es trobaven les barreres (que es solien realitzar també amb ullastre). Actualment el seu ús s'ha estès més enllà del medi rural.
L'ullastre (Olea Europea L. var. sylvestris) és una olivera silvestre. Es tracta d'una planta termòfila amb gran resistència a la sequera, que creix en les costes mediterrànies. La seva fusta és molt dura i resistent, però de creixement lent i retorçat, motiu pel qual fa difícil la seva mecanització. Gràcies a la fusta utilitzada, una barrera menorquina pot aconseguir els vint anys de vida.